# Mordechaj Anielewicz
Mordechai Anielewicz (Wyszków, 1919 – Varsavia, 8 maggio 1943) è stato un antifascista polacco di origine ebraica, vittima dell'Olocausto. Fu il comandante della  ŻOB (Żydowska Organizacja Bojowa, in italiano: Organizzazione ebraica combattente) durante la rivolta del ghetto di Varsavia.

## Biografia

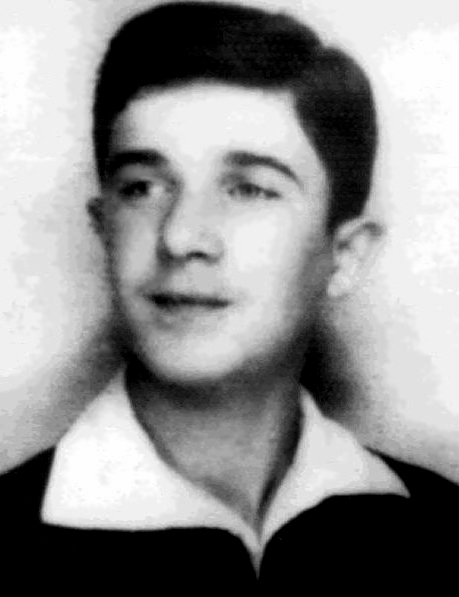
Mordechai Anielewicz nel 1938

Nato in una famiglia povera a Wyszków, presso Varsavia, aderì al movimento scout ebraico giovanile sionista socialista "Hashomer Hatzair" dopo aver compiuto gli studi superiori. Il 7 settembre 1939, una settimana dopo lo scoppio della guerra contro la Polonia, Anielewicz fuggì assieme al suo gruppo da Varsavia alle regioni orientali del paese, sperando che i polacchi potessero rallentare l'avanzata tedesca. Quando l'Armata rossa occupò la Polonia orientale, Anielewicz tentò di passare in Romania per aprire un canale di emigrazione in Israele (allora Mandato britannico della Palestina) per i giovani polacchi; fu però fermato e imprigionato dai sovietici. Fu rilasciato poco dopo e trasferito al ghetto di Varsavia.
Quando seppe che rifugiati ebrei, altri gruppi giovanili e politici fuggivano verso Vilnius, in Lituania - allora sotto controllo sovietico -, vi si recò e convinse i suoi colleghi ad inviare persone in Polonia per continuare la lotta contro i nazisti. Ritornò a Varsavia nel gennaio del 1940 con la sua fidanzata, Mira Fuchrer, e lì organizzò cellule e gruppi di giovani, partecipò a pubblicazioni clandestine, organizzò incontri e seminari e visitò altri gruppi in città vicine.

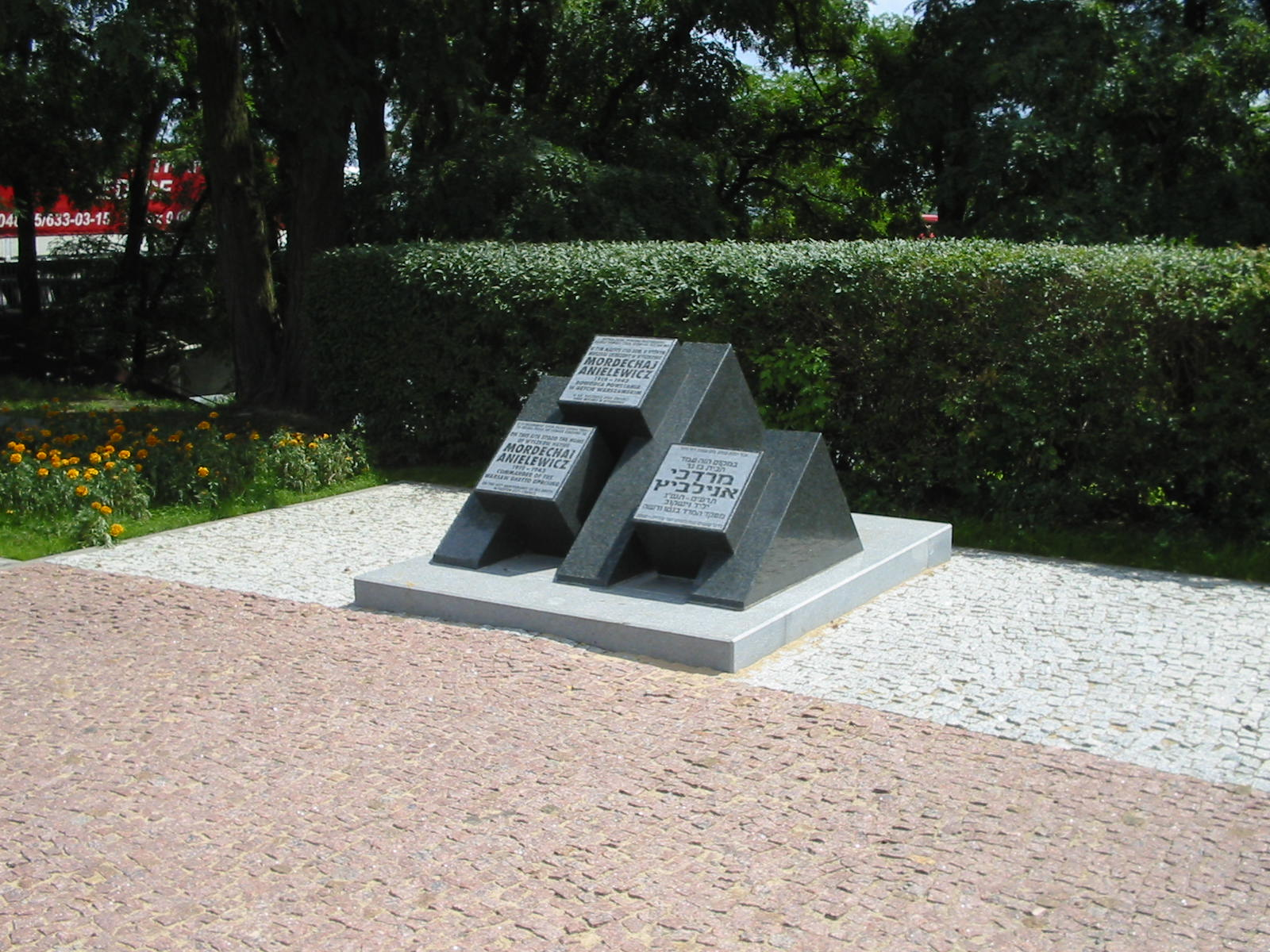
Memoriale di Mordechai Anielewicz a Wyszków

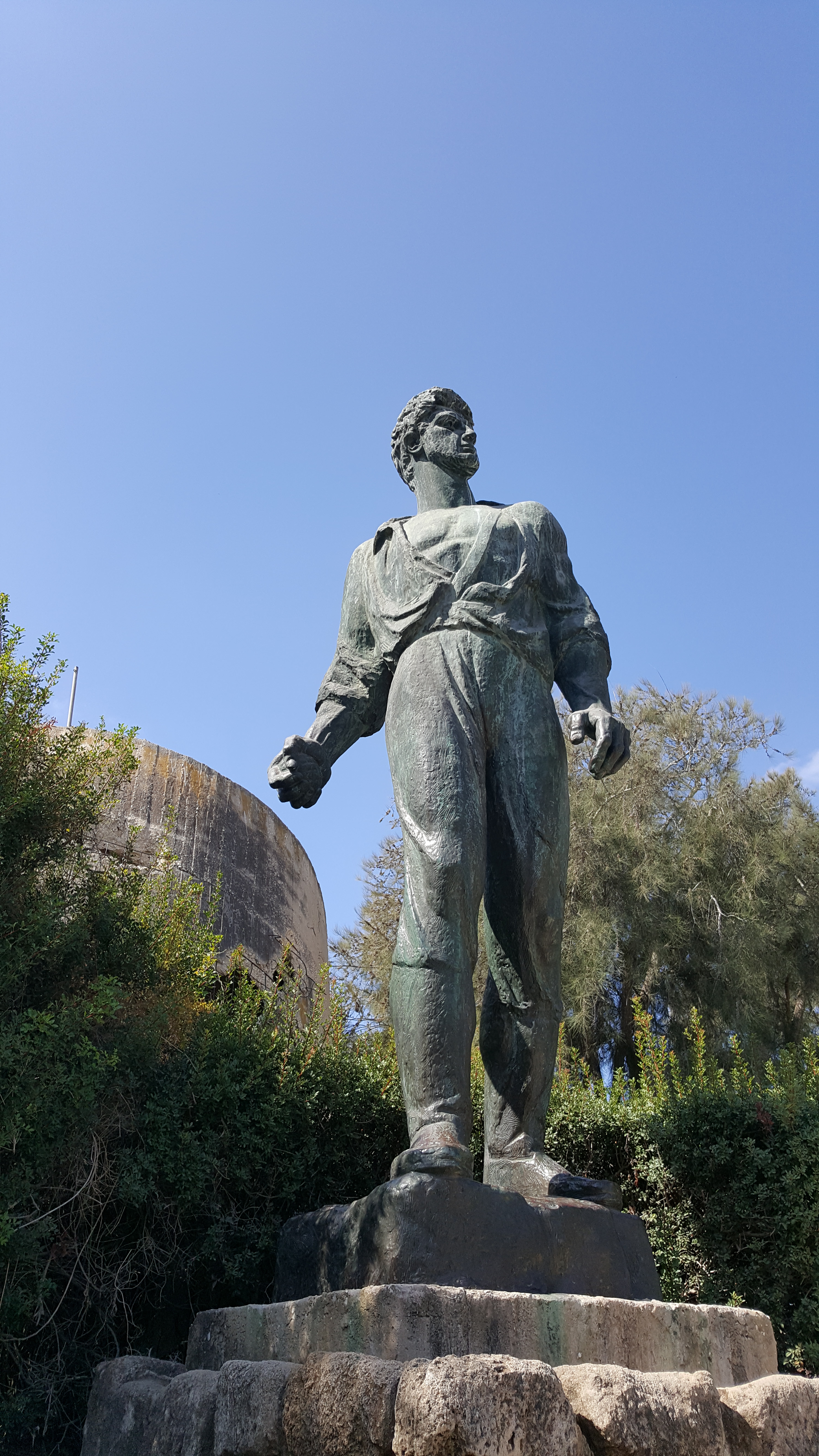
Memoriale di Mordechai Anielewicz a Yad Mordechai

Nell'estate del 1942 Anielewicz era nel sud-ovest della Polonia annessa alla Germania tentando di organizzare una difesa armata. Al suo ritorno vide che era stata compiuta una massiccia deportazione verso il campo di sterminio di Treblinka e restavano solo 60.000 degli originali 350.000 ebrei. Si affiliò allo ŻOB e in novembre fu nominato comandante. All'inizio del 1943 fu stabilito un contatto con il governo polacco in esilio a Londra e il gruppo ricevette delle armi dalla zona polacca di Varsavia.
Il 18 gennaio 1943, Anielewicz prese l'iniziativa di impedire la deportazione di un gruppo di ebrei ai campi di sterminio, iniziando la rivolta che sarebbe terminata il 16 maggio 1943. Anielewicz si suicidò, con la sua fidanzata e lo stato maggiore, nel bunker della ŻOB in via Mila, l'8 maggio, quando la loro cattura da parte dei nazisti era ormai inevitabile. All'inizio del 1944 gli fu concessa l'onorificenza postuma Virtuti Militari, la croce di guerra polacca, dal governo polacco in esilio.
Il kibbutz Yad Mordechai in Israele è stato fondato in sua memoria e ospita un monumento in suo onore.